# Новооренбурзький
Новооренбурзький (рос. Новооренбургский) — селище в Безенчуцькому районі Самарської області Російської Федерації.
Населення становить 87 осіб. Входить до складу муніципального утворення міське поселення Безенчук.

## Історія
Населений пункт розташований у межах українського етнічного та культурного краю Жовтий Клин.
Від 2005 року входило до складу муніципального утворення міське поселення Безенчук.

## Населення
| 2010 | 2012 | 2013 | 2014 | 2015 | 2016 |
| ---- | ---- | ---- | ---- | ---- | ---- |
| 96   | ↗97  | ↗101 | →101 | ↘99  | ↘87  |